# Heyworth (Illinois)
Heyworth est un village du comté de McLean dans l'Illinois, aux États-Unis,. Situé au sud du comté, il est incorporé le 4 mai 1901.

## Démographie
Lors du recensement de 2010, le village comptait une population de 2 841 habitants. Elle est estimée, en 2016, à 2 881 habitants.

### Source de la traduction
- (en) Cet article est partiellement ou en totalité issu de l’article de Wikipédia en anglais intitulé « Heyworth, Illinois » (voir la liste des auteurs).